# Retrato de Sara Oquendo
Retrato de Sara Oquendo es una pintura al óleo creada en 1878 por la artista Rebeca Oquendo. Actualmente pertenece a la colección pictórica del Museo de Arte de Lima (MALI).

## Descripción
Retrato de Sara Oquendo es un retrato de la hermana de Rebeca Oquendo, del busto hasta la cabeza, debido a que la familia Oquendo pertenecía a la elite limeña, Rebeca se aseguró de detallar ese aspecto señorial de su familiar. El sobrio vestido blanco con negro, el cabello recogido y una pequeña flor como su decorado junto a los ojos que miran directo al espectador representaba la moda aristocrática de finales del siglo XIX.

## Historia
En 1921 Oquendo le contó a la escritora y amiga Elvira García y García, que tenía la intención de dar en donación al Retrato de Sara Oquendo y otras obras suyas al Estado peruano para su conservación luego de su muerte. En 1928 envió una misiva a Emilio Gutiérrez de Quintanilla, que era el director del Museo de Historia Nacional, para hacerle entrega de sus obras y estén a disposición del público.
La obra llegó a exponerse en el Salón de París en 1870, en representación del arte peruano. No se tiene registro si mostró a Retrato de Sara Oquendo en la exposición Nacional de 1872, junto con otras de sus creaciones como Viejo republicano y Bambino napolitano. La obra se mantuvo en la colección del Museo de Historia Nacional, hasta algún punto de inicios del siglo XX cuando fue pasado a la colección del palacio del Museo de Arte de Lima.

## Legado
Emilio Gutiérrez de Quintanilla, el director museístico, quedó impactado por la obra y la misiva de Oquendo que decidió publicarla con el título de la línea y el color el mismo año que le llegó la carta.